# اس‌ام یوبی-۷۵
اس‌ام یوبی-۷۵ (به انگلیسی: SM UB-75) یک زیردریایی است که طول آن ۵۵٫۳ متر (۱۸۱ فوت) می‌باشد. این زیردریایی در سال ۱۹۱۷ ساخته شد.